# Суха Рибниця
Суха Рибниця (рос. Сухая Рыбница; рум. Suhaia Rîbnița) — село в Рибницькому районі в Молдові (Придністров'ї). Входить до складу Колбаснянської сільської ради.
Згідно з переписом населення 2004 року у селі проживало 100,0% українців.